# Vladimir Iljič Afanasjev
Vladimir Iljič Afanasjev (rusko :Афанасьев Владимир Ильич), sovjetski vojaški pilot in letalski as, * 24. april 1921, † 20. maj 1979, Moskva.

## Življenjepis
Med drugo svetovno vojno je bil pripadnik 145. gardnega lovskega letalskega polka.
Afanasjev je v svoji vojaški karieri dosegel 16 samostojnih in 3 skupne zračne zmage.
Opravil je več kot 300 bojnih poletov.

## Odlikovanja
- heroj Sovjetske zveze
- red Lenina
- red rdeče zastave